# Episodi di The Lawless Years (seconda stagione)
La seconda stagione della serie televisiva Anni senza alcuna legge (The Lawless Years) è andata in onda negli Stati Uniti dal 1º ottobre 1959 al 17 dicembre 1959 sulla NBC.
In Italia la stagione è stata trasmessa dal 24 febbraio al 16 aprile 2016 su Telecapri per due episodi a settimana con i sottotitoli in italiano, tranne gli episodi 5 e 9 recuperati durante la prima visione italiana su Super!, tra l'8 e 9 dicembre 2016.
| nº | Titolo originale                     | Prima TV USA     |
| -- | ------------------------------------ | ---------------- |
| 1  | The Al Brown Story                   | 1º ottobre 1959  |
| 2  | The Big Greeny Story                 | 8 ottobre 1959   |
| 3  | The Art Harris Story                 | 15 ottobre 1959  |
| 4  | The Billy Boy 'Rockabye' Creel Story | 5 novembre 1959  |
| 5  | The Big Man                          | 12 novembre 1959 |
| 6  | The Joe Angelo Story                 | 19 novembre 1959 |
| 7  | The Billy Grimes Story               | 3 dicembre 1959  |
| 8  | The Sonny Rosen Story                | 17 dicembre 1959 |

## The Al Brown Story
- Prima televisiva: 1º ottobre 1959
- Diretto da: Allen H. Miner
- Scritto da: Charles Larson

### Trama
- Guest star: Mark Allen (Walt Page), Robert Ellenstein (Frankie Yale), Wally Campo (Rossi), Eddie Laurie (Angelo), Jack Weston (partner di Al Brown), Arthur Kendall (Plummer)

## The Big Greeny Story
- Prima televisiva: 8 ottobre 1959
- Diretto da: Allen H. Miner
- Scritto da: Jo Eisinger

### Trama
- Guest star: Sheridan Comerate (Allie), Hanna Landy (Mae Hill), John Vivyan (Lepke Buchalter), Judson Pratt (Ruditsky), Peter Hornsby (Bugsy Siegal), Robert Ellenstein (Whitey Krakow), Jack Kruschen (Harry "Big Greeny" Greenbaum)

## The Art Harris Story
- Prima televisiva: 15 ottobre 1959
- Diretto da: James Neilson
- Scritto da: Charles Larson

### Trama
- Guest star: Richard Angarola (Sid Rogers), James Canino (Babe Harris), John Beradino (Art Harris), John Eldredge (Jake Pittman), Beverly Scott (Maxine), Rex Adams (Danny), Stuart Nedd (giudice Lewis), Barry Kelley (Pat Reilly)

## The Billy Boy 'Rockabye' Creel Story
- Prima televisiva: 5 novembre 1959
- Diretto da: Allen H. Miner
- Scritto da: Jo Eisinger

### Trama
- Guest star: Jerry Oddo (Mechanical Man), Joseph Ruskin (Garden Smith), Barbara Stuart (Kiki), Val Avery (Bobo Konig), Max Slaten (Weaver), Johnny Seven (Billy Boy Creel)

## The Big Man
- Prima televisiva: 12 novembre 1959
- Diretto da: Allen H. Miner
- Scritto da: Al C. Ward

### Trama
- Guest star: Dick Wilson (Clipper), John Vivyan (Louis Otto), Robert Osterloh (Tom Williams), Jack Mather (capitano Reagan), Harry Swoger (Arnie)

## The Joe Angelo Story
- Prima televisiva: 19 novembre 1959
- Diretto da: James Neilson
- Scritto da: Frank Phares

### Trama
- Guest star: Delia Salvi (Teresa Angelo), Mark Allen (padre Julian), Henry Brandon (Mendy Hymer), Edward Platt (Nick Sarecki), Thano Romo (Tony Angelo), Clegg Hoyt (Bugs Marino), Arthur Batanides (Joe Angelo)

## The Billy Grimes Story
- Prima televisiva: 3 dicembre 1959
- Diretto da: Edward Dein
- Scritto da: George Bruce

### Trama
- Guest star: Gregg Dunn (Dropper), Tom Wilde (English Tommy Boyd), James McCallion (Garnet), Sherwood Keith (Flagler), Walter Sande (Billy Grimes), Harry Dean Stanton (Dace), Clancy Cooper (Gerson)

## The Sonny Rosen Story
- Prima televisiva: 17 dicembre 1959
- Diretto da: James Neilson
- Scritto da: George Bruce

### Trama
- Guest star: Peter Brocco (Meyer Rosen), John Gabriel (Sonny Rosen), Bernard Fein (Bo Scalisi), Dorothy Adams (Sarah Rosen)